# Paris–Roubaix 1898

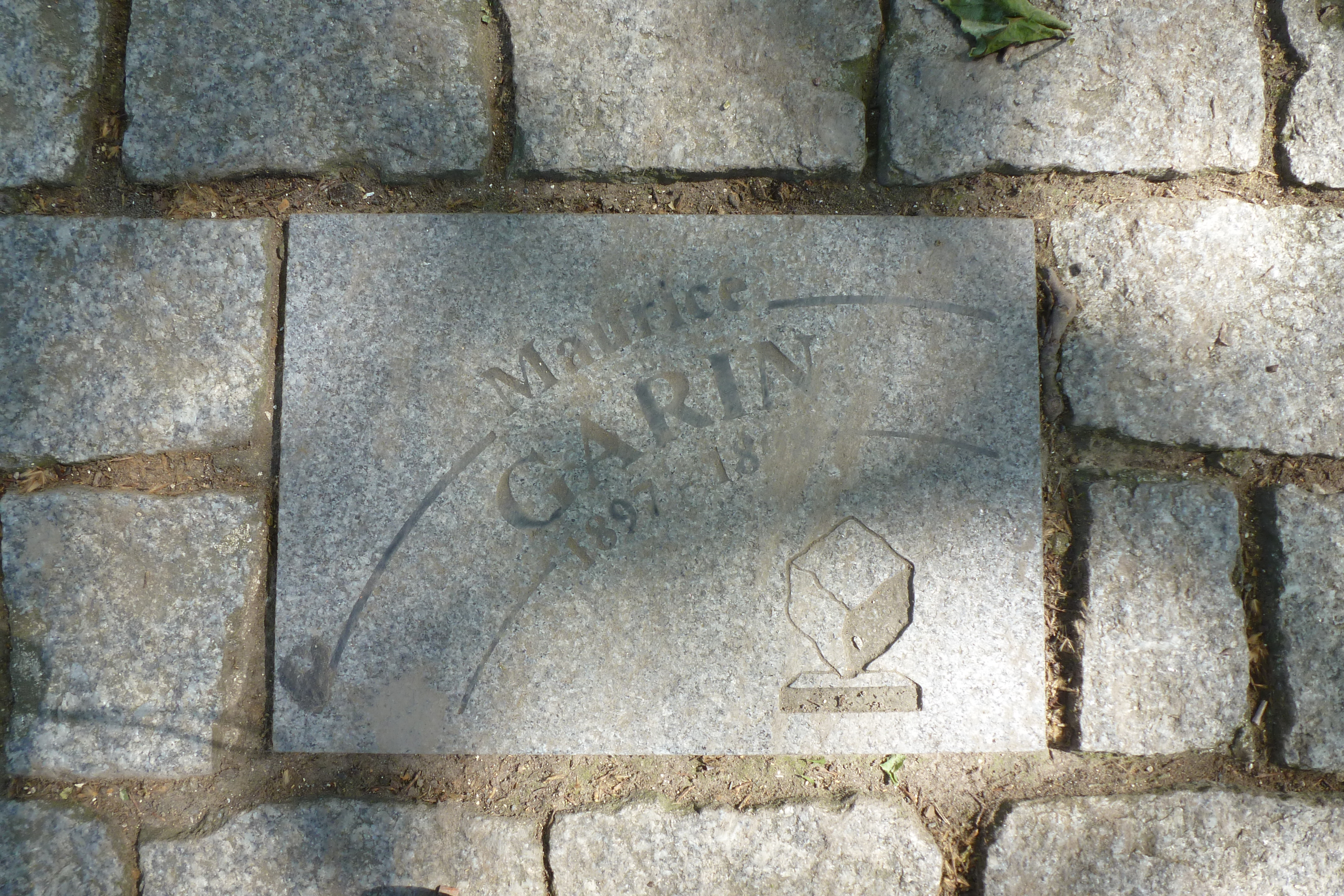
Pflasterstein für Maurice Garin

Das Eintagesrennen Paris–Roubaix 1898 war die dritte Austragung des Radsportklassikers und fand am Sonntag, den 10. April 1898, statt.
Das Rennen ging von Chatou aus über 268 Kilometer. Es starteten 35 Profi-Radrennfahrer, von denen 18 das Ziel erreichten. Der Sieger Maurice Garin, erster Sieger der Tour de France 1903, absolvierte das Rennen mit einer Durchschnittsgeschwindigkeit von 32,599 Kilometern pro Stunde. Das Wetter war wolkig mit leichten Schauern.
Diese Austragung von Paris–Roubaix war die erste mit motorisierten Schrittmachern, wobei auch Autos erlaubt waren.